# Hermann Johannes Pfannenstiel
Hermann Johannes Pfannenstiel (Berlín, 28 de junio de 1862 – 3 de julio de 1909) fue un ginecólogo famoso por desarrollar la incisión de Pfannenstiel, un tipo de incisión que sigue usándose en la medicina moderna en muchas cesáreas.
En 1885 se doctoró en Berlín y después trabajó como asistente de hospital en Poznan. Más tarde se trasladó a Breslavia, donde en 1896 se convirtió en profesor asociado. En 1902 fue nombrado director del departamento de obstetricia y ginecología de la Universidad de Giessen y cinco años más tarde alcanzó un puesto similar en la Universidad de Kiel.
Desde 1891 fue secretario de la Sociedad Alemana de Ginecología (Deutsche Gesellschaft für Gynäkologie). A partir de 1896 fue coeditor de la revista Archivos de Ginecología (Archiv für Gynäkologie).
Entre sus publicaciones más conocidas se encuentran trabajos sobre patología ovárica, tumores uterinos y la formación de carcinomas tras una ooferectomía. En 1908 fue el primer médico en dar una descripción completa de la enfermedad hemolítica del recién nacido.
A Pfannenstiel se le recuerda especialmente por la incisión de Pfannenstiel, una incisión transversal utilizada en cirugía genitourinaria que sigue usándose en la medicina moderna. Publicó su artículo en 1900, en el que describió 51 casos. Su intención era disminuir el riesgo de ocasionar una hernia con una incisión; pero además los resultados también demostraron ser cosméticamente mejores.
El 3 de julio de 1909, a la edad de 47 años, Pfannenstiel murió de sepsis después de haberse lesionado el dedo durante una cirugía por un absceso tubo-ovárico. Fue el padre del médico nazi  Wilhelm Pfannenstiel. Pfannenstiel se casó con Elisabeth Behlendorff, su amiga de la infancia, en 1889.